# Tanoh Megakhe
Tanoh Megakhe is een bestuurslaag in het regentschap Aceh Tenggara van de provincie Atjeh, Indonesië. Tanoh Megakhe telt 614 inwoners (volkstelling 2010).